# 베를린 카로-피히텐그룬트선
베를린 카로-피히텐그룬트선(Bahnstrecke Berlin-Karow−Fichtengrund)은 제2차 세계 대전 이후 서베를린을 우회하기 위해서 지어진 철도 노선이다. 20세기 초에 하이데크라우트선의 일부로 건설된 구간과 새로 건설된 구간으로 구성된다. 과거 계획되었던 베를린 화물 외곽순환선과 비슷한 목적을 가지고 있고 영업 거리도 이에 준하여 매겨졌기 때문에 북부 화물 외곽순환선(Nördlicher Güteraußenring)으로 불리기도 했으나, 원래의 화물 외곽순환선과 직접적인 관계는 없다.
노선의 동부 구간은 1961년부터 현재까지 하이데크라우트선의 접속 노선으로 사용되며, 여객 열차도 운행한다. 서부 구간은 화물 열차 위주로 운행했고 1990년대 이후에는 열차 운행이 중단되었으나, 벤지켄도르프-슈마흐텐하겐 구간은 주말에만 열차가 운행한다. 슈마흐텐하겐-피히텐그룬트 구간은 폐선되어 일부가 철거되었다.
1980년대에 건설된 오데르-하펠 운하를 건너는 클링커하펜교(Klinkerhafenbrücke)는 건축유산으로 지정되어 있다.

## 역사

### 건설 이전
베를린의 우회선 건설은 시내 교통량 증가 및 군사적인 목적으로의 사용으로 19세기 말부터 고려되고 있었다. 베를린 순환선 건설 이후 베를린 서부에 건설된 우회선의 오라니엔부르크역, 나우엔역, 부스터마르크 조차장역, 포츠담 파르크 상수시역, 미헨도르프역, 위터보크역, 남부의 그로스베렌역 등을 잇는 구간이 건설되었다. 동부 지역에는 우회선이 건설되지 않았다.
나치 시기에는 베를린 남부와 동부에 베를린 화물 외곽순환선이 임시용으로 건설되었다. 이 노선과 기존 우회선이 합쳐저서 베를린 외곽으로 우회하는 노선이 건설되었으며, 베를린 북부선과 베를린-슈체친선만이 연결되지 않았다. 당시 계획으로는 화물 우회선을 베를린 카로역에서 시작하여 북쪽으로 연장하는 것이 있었으나, 제2차 세계 대전으로 인하여 진행되지 않았다.
종전 이후 베를린이 분단되면서 동베를린 입장에서는 서베를린을 우회할 필요성이 증가했다. 1949년 초에 베를린-드레스덴선(베를린-할레선의 일부도 연결됨)과 베를린-괴를리츠선을 연결하는 노이쾰른-미텐발데 철도의 초센-미텐발데 구간이 건설되었다. 베를린 동부에는 소련에 전쟁 배상으로 인하여 철거된 화물 외곽선 구간이 다시 필요해졌으며, 이에 따라서 1947년부터 철거된 노선의 재공사가 진행되었다.
화물 외곽순환선은 카로 분기점 서쪽에서 서베를린 영역을 통과할 예정이었기 때문에 계획이 완전히 변경되었다. 그 대신 북쪽으로 진행하여 쇤발데 일대에서 하이데크라우트선과 합류하여 벤지켄도르프까지 진행하고, 그 후 오라니엔부르크 북부에서 베를린 북부선의 피히텐그룬트역과 만나는 형태로 계획되었다. 제2차 세계 대전 이후 작센하우젠 강제 수용소의 일부로 건설된 오라니엔부르크 벽돌 공장 연결선의 철거된 노반 일부가 편입되었다.

### 동독 시기
1948년부터 소련군에 의해서 건설이 시작되었다. 1950년 5월 6일 전 구간이 개통되었다. 하이데크라우트선과 공용 구간인 쇤발데역부터 벤지켄도르프역까지의 구간은 간선 철도 기준으로 개량되었다. 전쟁 배상으로 철거되었다가 다시 건설된 화물 외곽순환선의 비젠호르스트-카로 분기점 구간은 1950년 4월 1일에 재개통되었다. 1950년 5월 23일에는 피히텐그룬트 분기점에서 북쪽으로 가는 연결선이 개통되었다. 1951년과 1952년에는 쇠너린데와 슈마흐텐하겐역이 건설되었다.

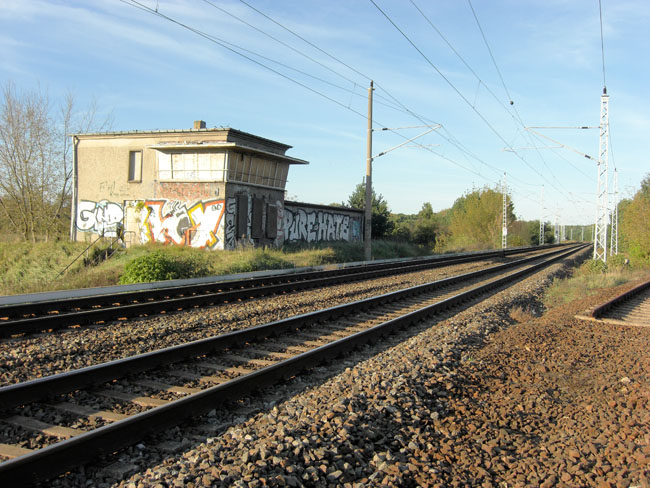
피히텐그룬트역 신호소. 오른쪽은 카로 방면 선로이다.

건설 당시에는 노선에서 화물 영업만 진행되었으며, 1950년에 임시 열차가 운행한 적이 있었다. 당시 임시 열차는 노이슈트렐리츠 방면으로 진행하기 위해서 오라니엔부르크역으로 진입해서 진행 방향을 바꾸었으며 북부 연결선을 사용하지 않았다. 1951년/1952년 시간표에는 베를린 동역에서 바르네뮌데로 가는 열차 중에 오라니엔부르크로 진입하지 않는 열차가 일부 존재했다. 1952년 5월 이후에는 S반을 제외한 동독 국내선 열차가 서베를린 소재 철도역에 정차가 금지되었기 때문에 베를린 북부선의 대부분 장거리 열차는 새로운 선로로 경로가 변경되었다.
1952년 말에 베를린 외곽순환선의 카로 분기점-비르켄베르더 구간이 개통했고, 이듬해에는 더 서쪽으로 연결되었다. 이에 따라서 카로-피히텐그룬트 구간의 중요성이 다시 감소했고, 용량 분산, 우회, 군사적 목적으로 노선이 계속 존치되었다.
1960년대에 로스토크항 공사와 연결되어 베를린 북부선이 복선으로 개량되었다. 이 과정에서 피히텐그룬트역에 계전기식 신호소가 설치되었고, 카로역에서 합류하는 분기점 구조도 변경되었다. 양방향 연결선은 피히텐그룬트역 장내 남부와 북부에서 합류한다. 벤지켄도르프 방면 분기 노선도 중앙 신호소에서 제어되었다. 1964년 9월 말부터 피히텐그룬트역의 새로운 시설이 사용되기 시작했다. 작센하우젠역 근처에서 오라니엔부르크역 방면으로 합류하는 과거 남부 연결선은 전용선으로 변경되었다.

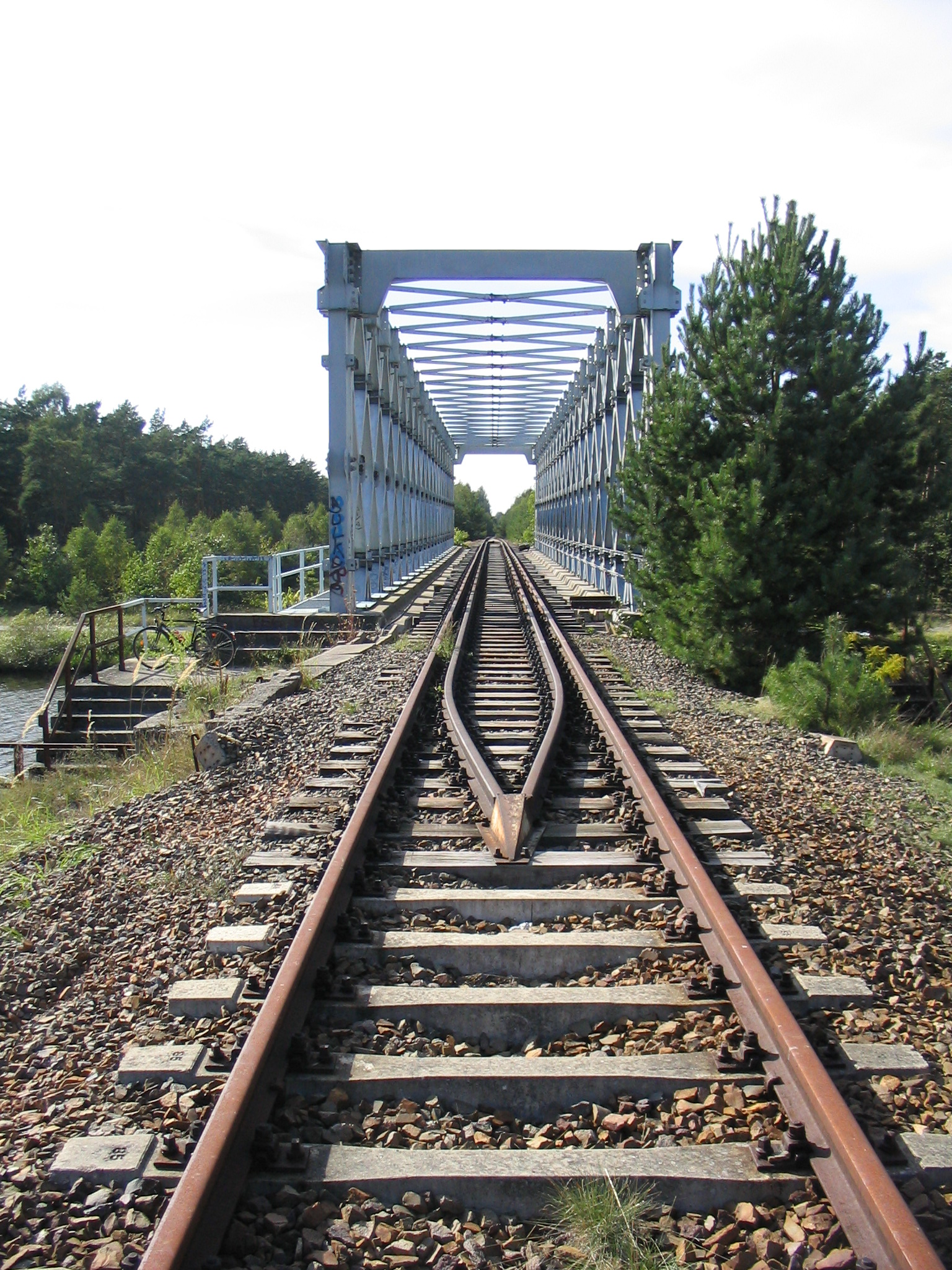
클링커하펜교

베를린 장벽 건설 이후 하이데크라우트선은 원래 기점인 베를린 빌헬름스루역이 장벽 근처에 있어서 영업을 중단해 버렸다. 그 결과 1961년 12월 24일부터 베를린 카로-바스도르프를 경유하는 형태로 운행이 변경되었다. 베를린 블랑켄부르크역에는 하이데크라우트선 열차 임시 승강장이 설치되었다. 1976년부터 여객 열차는 S반선과의 연결선을 통해서 베를린 카로역에 정차했다. 쇤발데역과 쇠너린데역이 추가로 건설되었다.
1976년부터 1980년까지는 베를린 카로-반들리츠제 구간 하이데크라우트선을 전철화할 계획이 수립되었다. 독일 사회주의통일당 제9차 전당대회에서 결의 및 통과되었다. S반 운행의 전결 조건으로는 바스도르프-반들리츠제 구간을 간선 철도에 맞게 현대화하고, 영업최고속도를 80 km/h로 증속하고, 승강장 높이를 960 mm로 높인 다음 전철화를 진행해야 했다. 또 다른 문제로는 건축한계에 있었다. 승강장과 선로 중심점간 거리는 S반 베를린에서는 1625 mm가 최대치였지만 이 노선에서는 1725 mm까지 늘어나기 때문이다. 전력 공급은 변전소 4곳에서 진행될 예정이었다. 배차 간격은 40분으로, 평일에는 베를린 알렉산더플라츠역에서 출발하는 L 열차군, 토요일과 일요일에는 베를린 쇠네바이데역에서 출발하는 U 열차군이 배정될 예정이었다. 연간 기대 수익은 86만 7000 동독 마르크였으며, 건설 예산은 4834만 2000 동독 마르크로 55년간 분할 처리될 예정이었다. 진행된 계획 중 일부에는 제3궤조 전철화를 위한 급전 궤도 설치부 준비 및 S반 전동차의 바스도르프, 반들리츠제 행선 안내기였다.
1986년에는 오데르-하펠 운하를 지나는 클링커하펜교가 재건축되었다. 브란덴부르크주의 건축유산으로 지정되어 있다.
1984년에는 베를린 북부선이 전철화되었으나 이 노선은 전철화에서 제외되었다. 따라서 우회 기능을 수행하기 위해서 뢰벤베르크 (마르크)에서 디젤 기관차가 연결되어야 했다. 1987년 여름에는 바스도르프 방면으로 D 열차가 일부 운행했으며, 카로-바스도르프 구간의 선로 용량 때문에 일부 열차는 버스로 대체되었다. 1990년에도 D 열차가 이 선로로 우회되었다.

### 재통일 이후

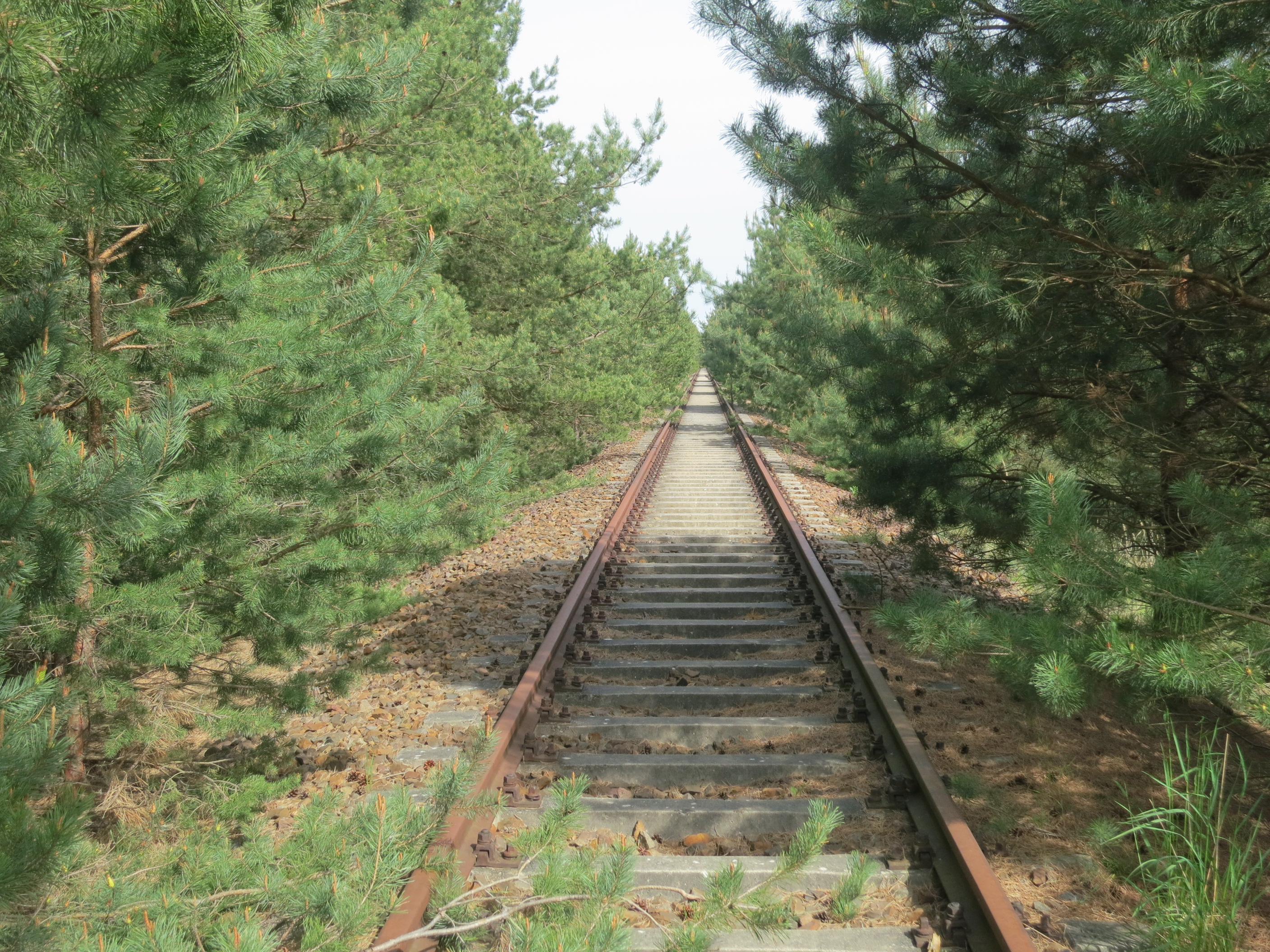
오데르-하펠 운하와 슈마흐텐하겐 사이의 폐선

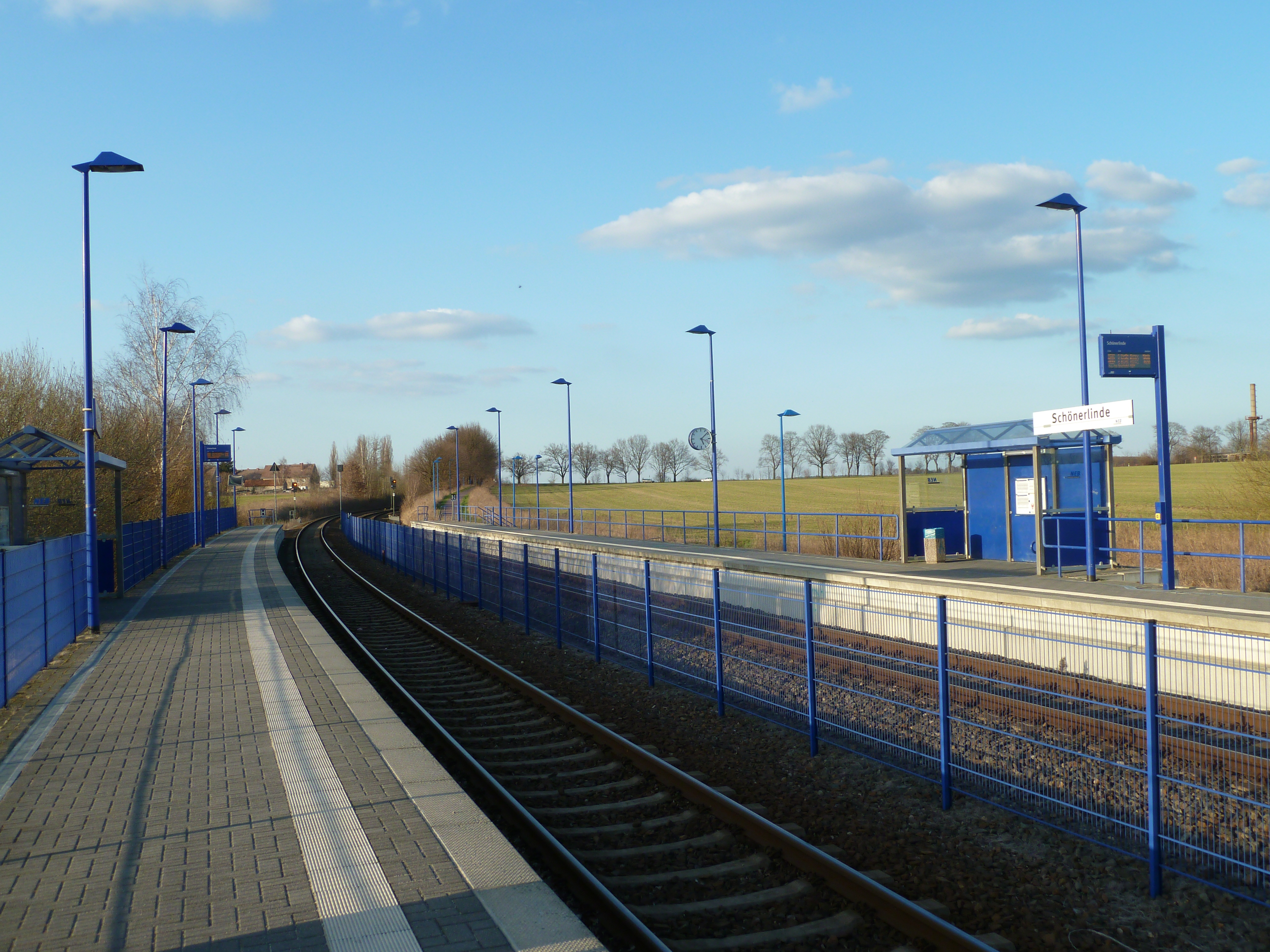
2002년 재건축된 쇠너린데역

1990년 이후에는 서베를린을 우회할 이유가 없어졌기 때문에 선로의 화물 물동량이 빠르게 감소했다. 베를린 카로-벤지켄도르프간은 여객 열차가 계속 영업했으며, 쇠너린데 방면 소규모 화물 운송 및 베를린 빌헬름스루 소재 슈타들러 레일 공장 인입선 연결선으로 사용되었다. 벤지켄도르프-피히텐그룬트 구간은 1995년 5월 28일에 영업을 중단했으며 1996년 4월 1일부터 열차 진입이 금지되었다. 1998년에는 특별 열차가 운행했다. 1999년 5월 독일 연방철도청에서 해당 구간 폐선이 통과되었다.
1990년 니더바르님 철도(NEB)에서 독일국영철도에 양도했던 하이데크라우트선을 돌려받았고, 여기에는 쇤발데-벤지켄도르프 구간이 포함되어 있다. 2000년 7월 1일에는 독일국영철도에서 건설한 베를린 카로-쇤발데 구간 노선을 NEB에서 매입했고 개보수공사를 진행했다. 2001년 12월 11일부터 폐선되었던 벤지켄도르프-슈마흐텐하겐 구간도 재건설 이후 NEB 소유가 되었으며, 슈마흐텐하겐에는 새로운 승강장이 건설되었다. 여기에는 주말 농산물시장과 연결되는 임시 열차만 정차하며, 벤지켄도르프에 종착하는 열차가 연장 운행한다. 피히텐그룬트까지의 구간은 일부가 철거되었다.
2001년에는 남아 있는 노선 대부분이 바스도르프 전자식 신호소에 연결되었다. 쇠너린데역은 2002년에 약 1 km 남쪽으로 떨어진 현재의 위치로 이설되어 전자식 신호소에 연결되었다. 2005년까지는 DB 레기오에서 여객 영업을 담당했으며, 독일에서는 흔하지 않은 형태로 국철이 사철에 선로 사용료를 지불했다. 운영권 입찰 결과 NEB의 자회사인 NEB Betriebsgesellschaft mbH에서 2005년부터 열차 운영을 담당하게 되었다.
카로-바스도르프 구간은 평시에 30분 배차 간격으로 운행하며, 벤지켄도르프 및 클로스터펠데/그로스 쇠네베크행 열차가 교대로 운행한다. 출퇴근 시간에는 일부 편성이 베를린 카로역에 정차하지 않고 베를린 게준트브루넨역으로 운행한다. 바스도르프-벤지켄도르프 구간은 1시간 배차 간격으로 운행하며, 주말 낮에는 슈마흐텐하겐으로 연장된다.

## 노선

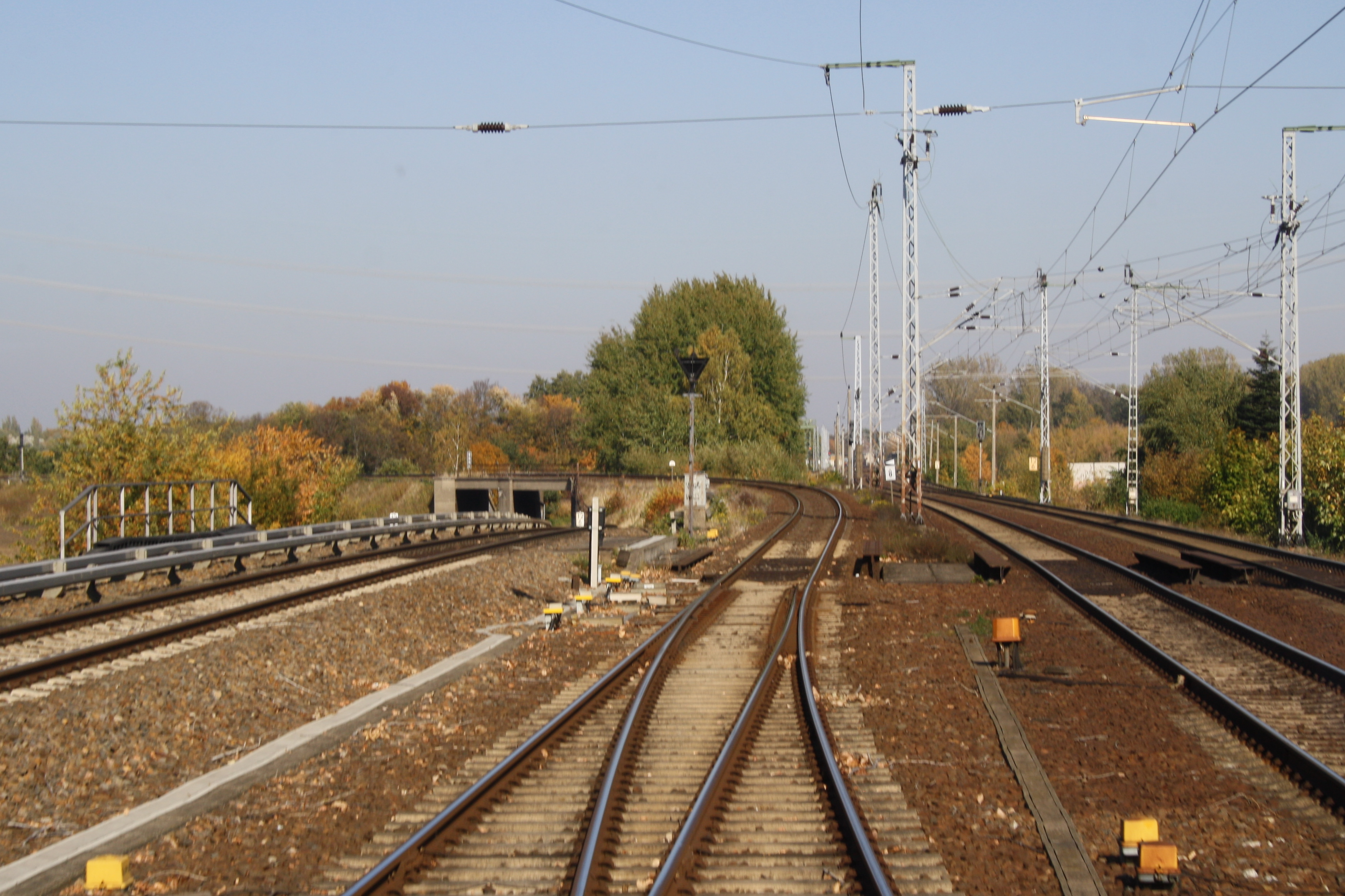
카로 분기점: 왼쪽은 S반선, 오른쪽은 장거리선

전 구간 단선이며, 베를린 카로역에서 분기된다. 영업거리 계산은 베를린 화물 외곽순환선의 기준을 사용하지만 이 일대에 더 이상 존재하지 않는다. 따라서 영업거리의 원점은 남쪽으로 떨어져 있는 텔토역이다. 하이데크라우트선과의 공용 구간은 영업거리가 이중으로 매겨져 있으며, 한 쪽은 하이데크라우트선의 원래 기점, 다른 쪽은 새로운 노선의 기점이다.
카로역에서 북서쪽으로 진행하다가 쇤발데 근처에서 하이데크라우트선과 합류한다. 하이데크라우트선과의 분리 이후 서쪽으로 방향을 전환하며, 피히텐그룬트역에서 베를린 북부선과 만난다.